# إبراهيم بن عيسى المرادي
إبراهيم بن عيسى المرادي الأندلسي ثم المصري ثم الدمشقي من شيوخ الإمام النووي في الحديث، قال النووي فيه: